# نسيم بنواس
نسيم بنواس (بالألمانية: Nassim Banouas)‏ (ولد في 8 سبتمبر 1986 في فورمس، ألمانيا) و هو لاعب كرة قدم ألماني . يلعب حاليا كمدافع لنادي هومبورج في الرابطة الجهوية الألمانية.

## حياته الشخصية
وهو من أب جزائري وأم ألمانية.

## روابط خارجية
- نسيم بنواس على موقع قاعدة بيانات كرة القدم.إي يو (الإنجليزية)
- نسيم بنواس على موقع عالم كرة القدم.نت (الإنجليزية)